# Арабска пясъчна боа
Арабската пясъчна боа (Eryx jayakari) е вид змия от семейство Боидни (Boidae).

## Разпространение
Видът е разпространен в Йемен, Иран, Кувейт, Оман и Саудитска Арабия.